# Rutajärvi (sjö i Finland, lat 62,22, long 26,48)
Rutajärvi är en sjö i Finland. Den ligger i kommunen Kangasniemi i landskapet Södra Savolax, i den södra delen av landet, 240 km norr om huvudstaden Helsingfors. Rutajärvi ligger 112 meter över havet. I omgivningarna runt Rutajärvi växer i huvudsak barrskog. Arean är 99,5 hektar och strandlinjen är 8,23 kilometer lång. Sjön  ingår i Kymmene älvs huvudavrinningsområde. 